# Carmine (Genova)
Carmine è un borgo collinare di antiche origini del centro storico di Genova, compreso nell'unità urbanistica di Prè del Municipio I Centro Est.

## Storia
Nel momento in cui Genova cominciava la sua carriera di repubblica marinara all'inizio dell'anno 1000, nella zona erano presenti terreni agricoli di viticoltura di proprietà della chiesa di San Siro, denominati Pastorecia e Terricio.
Nella seconda metà del XIII secolo, la zona comincia a essere abitata per via dell'allargamento della cinta muraria avvenuta tra il 1155 e il 1159 per mano di Federico Barbarossa. Verso il 1192, l'abitato si consolida con la costruzione della chiesa di Sant'Agnese, demolita nell'Ottocento. Intorno a essa, si sviluppano delle attività artigianali che sfruttano i rivi di Carbonara e Pietraminuta. Nel 1262 viene fondato il monastero di Santa Maria del Monte Carmelo, da cui prende nome il borgo.
Nel Trecento, il quartiere si espande sulle pendici collinari, prendendo il nome di Borgo di San Giorgio, fatto di edifici ritenuti i primi ad avere più alloggi. Allo stesso tempo, sorgono le chiese di San Nicolosio e di San Bartolomeo, presto inglobate all'interno della cinta muraria trecentesca. Nel Quattrocento, risulta che in Vallechiara e nei pressi di S. Agnese abitassero artigiani che lavoravano il cuoio, denominati confectores e unctores.
Tra il Cinquecento e il Seicento, il Borgo di San Giorgio subisce trasformazioni, da case con annessi laboratori per artigiani a case adibite ad appartamenti. Tuttavia, il tessuto urbanistico rimane per lo più intatto fino all'Ottocento, con la costruzione delle attuali via Polleri e via Brignole De Ferrari e l'aggregazione della chiesa di Sant'Agnese a quella del Carmine, modificando l'aspetto del quartiere a quello attuale.

## Monumenti e luoghi d'interesse

### Piazza del Carmine

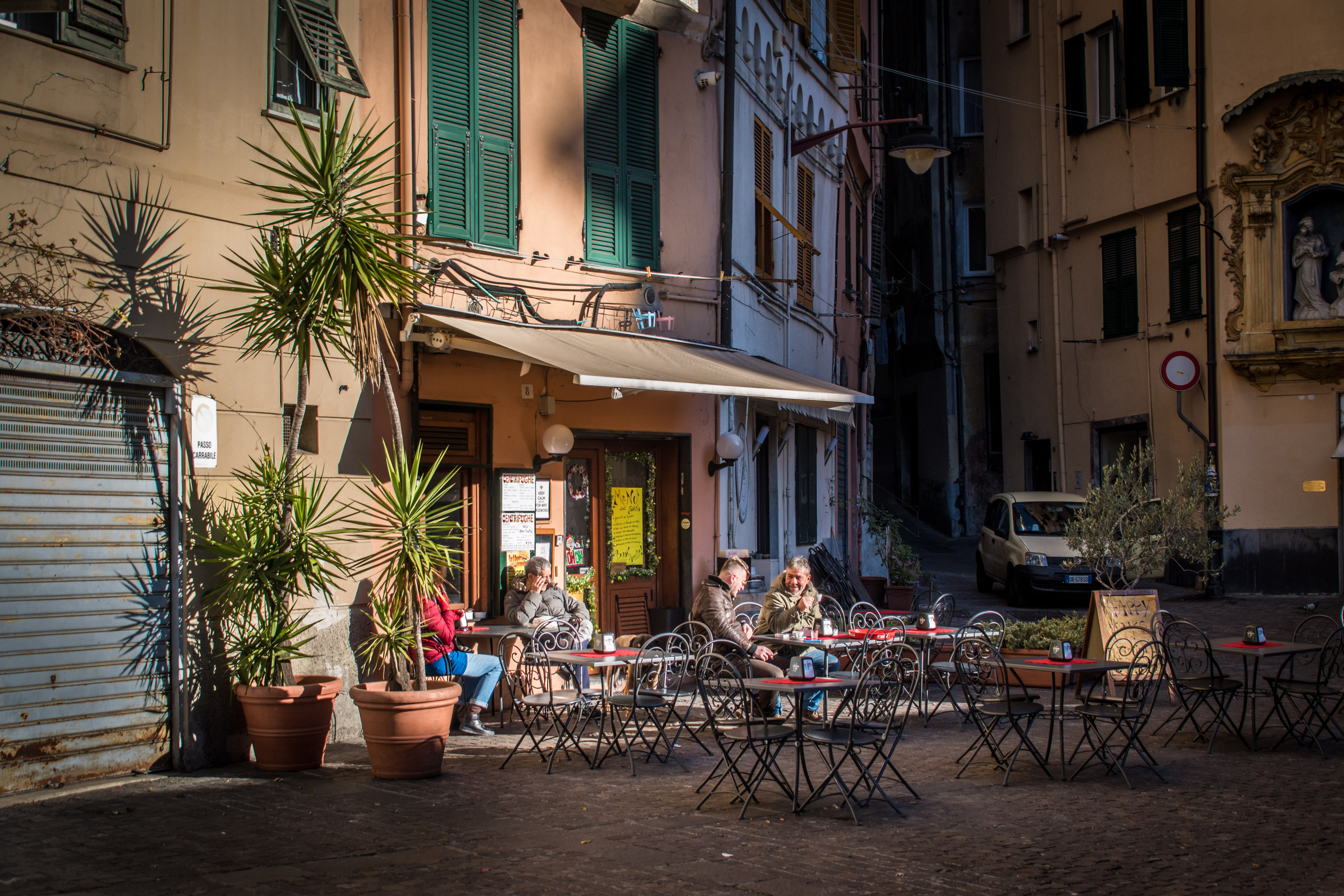
Un'attività commerciale della piazza

La piazza rappresenta un luogo di aggregazione per il quartiere e l'intera città, poiché in zona sono presenti diverse attività commerciali, tra cui il mercato rionale.
Su di essa vi si affaccia l'abside dell'omonima chiesa, mentre percorrendo le salite che si ramificano dalla piazza si possono apprezzare le abitazioni medievali addossate le une alle altre e le minuscole piazzette, con muri alti e creûze strette fatte in pietra e mattoni, rendendo il borgo un angolo magico del capoluogo ligure.
La toponomastica del borgo testimonia il passato delle antiche botteghe dove i droghieri vendevano cacao e altre spezie, come vico del Cioccolatte e vico dello Zucchero.

### Chiesa di Nostra Signora del Carmine

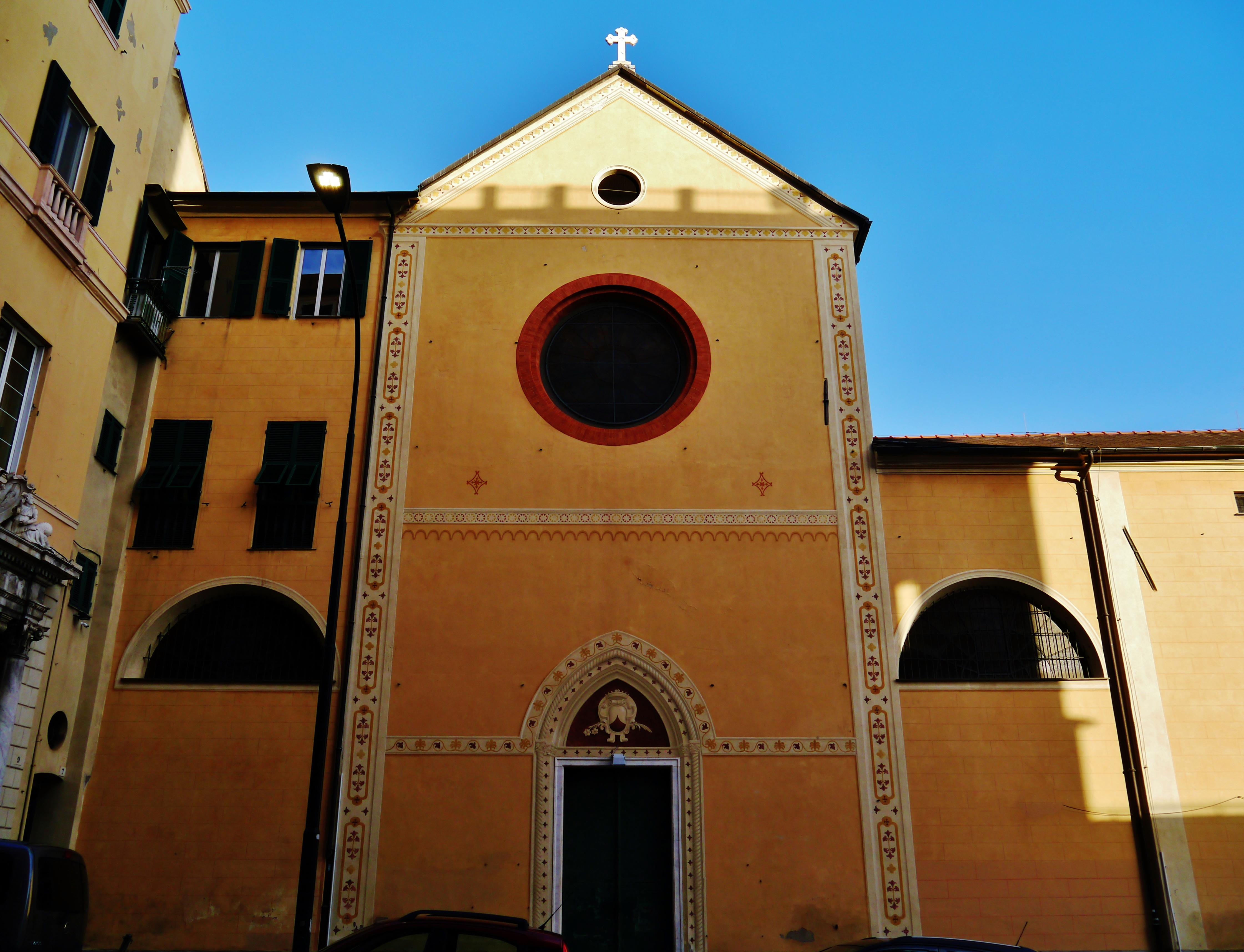
Facciata della chiesa

Alla metà del XIII secolo si rifugiarono a Genova alcuni frati carmelitani francesi provenienti dalla Terra Santa dopo la sconfitta subita contro i tatari. 
In particolare, si stabilirono nella zona a monte del borgo, dove nel 1262 iniziarono a edificare la chiesa, con l'aiuto dei cittadini generosi e degli arcivescovi genovesi. I lavori durarono decenni e, nel Trecento, i frati costruirono anche il convento, assumendo la struttura che lo caratterizzerà fino all'Ottocento.
Il convento si sviluppava attorno a un chiostro rettangolare, parallelo alla chiesa; nella zona antistante all'attuale entrata era presente una piazza rettangolare con al centro una fontana. Si suppone che la chiesa avesse in origine una sola navata, ma già nel Trecento è probabile che abbia assunto la forma a tre navate e la lunghezza attuale.
Nel corso dei secoli, la chiesa subisce molti interventi figli della necessità e del gusto dell'epoca. Difatti, sono poche le tracce rimaste delle decorazioni originarie, ma l'impianto architettonico è rimasto invariato, anche se con modifiche.
Al suo interno è possibile ammirare nove medaglioni, raffiguranti santi carmelitani, dipinti da Manfredino da Pistoia, allievo del Cimabue, verso la fine del 1200.

### Chiesa di San Bartolomeo dell'Olivella

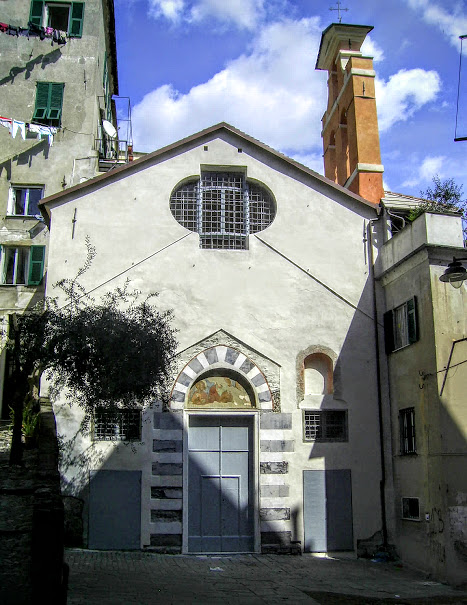
Veduta della chiesa

Nota anche come "Chiesa di San Bartolomeo del Carmine", fu fondata sull'omonimo colle nel settembre del 1305 da monaci cistercensi per volere del banchiere genovese Bonagiunta Valente, come riportato da un'epigrafe marmorea. È intitolata a San Bartolomeo.
Tra il 1470 e il 1493, la chiesa passò sotto la regola agostiniana, aumentandone così il prestigio, dato che cresceva il numero di professe appartenenti a famiglie aristocratiche, perciò era necessario ampliare l'edificio. 
Nel 1616, ottenuto il permesso papale, iniziarono i lavori di ampliamento, in particolare riguardavano la copertura, l'alzata e la dotazione di volte a vela; la facciata, con il nuovo portale, le due finestre rettangolari e il lunettare barocco. A quel punto, la chiesa fu consacrata ufficialmente il 21 ottobre 1640 da monsignor Francesco Spinola vescovo di Savona.
Infine, fu commissionato dalle monache agostiniane a Giovanni Battista Carlone nel 1670 il ciclo di affreschi che ricopre le volte e le pareti dell'ex oratorio, successivamente continuato dai figli Giovan Andrea e Nicolò nel 1681. 
La prosperità del monastero continuò fino all'era napoleonica, con la sconsacrazione avvenuta nel 1798. Due anni dopo, chiesa e monastero furono riutilizzati come alloggio per le truppe napoleoniche. Nel corso dei secoli, la chiesa subirà un periodo di declino, dovuto anche alla distruzione del coro seicentesco con l'avvento delle due guerre mondiali.

### Chiesa di San Nicolosio

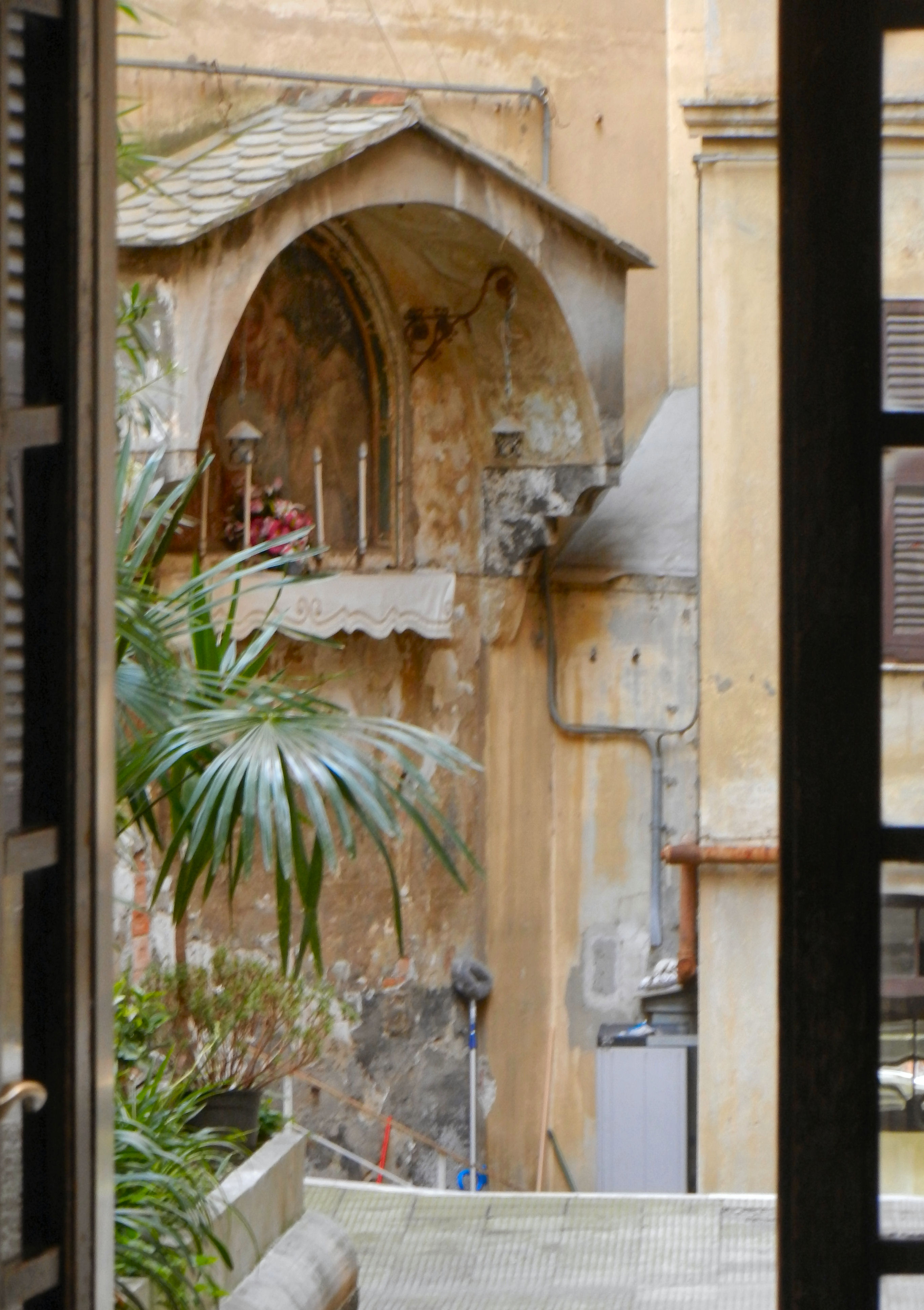
Particolare dell'antico ingresso ora murato

Nel 1305 le monache di S. Nicolò di Granarolo dell'ordine di S. Agostino, ottennero dall'Abate di S. Siro licenza di fondare, nella porzione della regione di Vallechiara denominata Pastorizia, un proprio monastero che prosperò fino al 1514. In quell'anno, essendo le monache ridotte solo a quattro, il monastero fu soppresso e assegnato, con tutti i suoi beni, alle Clarisse d'Albaro che poi cedettero chiesa e monastero alle Clarisse di S. Margherita di Sarzano, il cui convento era stato danneggiato durante la ricostruzione delle mura cittadine.
Queste rimasero a S. Nicolosio per 250 anni, fino alla rivoluzione del 1798, e la loro comunità ebbe uno sviluppo straordinario: sappiamo che nel 1651 essa contava ben 100 monache oltre le converse. Fin dai primi anni in cui si trovarono in S. Nicolosio le Clarisse si dedicarono a migliorare il monastero e la chiesa che venne solennemente consacrata nel 1603, nelle forme attuali. 
Essa è di forma rettangolare, ad una sola navata, e misura 26 metri di lunghezza, compreso il presbiterio, per 10 di larghezza e 13 di altezza; vi erano cinque altari: il maggiore dedicato al titolare S. Nicola, ed altri quattro dedicati a S. Francesco, all'Assunta, alla SS. Concezione e al Presepio. 
L'altar maggiore, pregiato lavoro in marmi policromi e stucchi, con un artistico tabernacolo pure in marmo, fu costruito a spese della nobile famiglia De Franchi, il cui nome è indissolubilmente legato a questa chiesa: Pietro De Franchi, Doge di Genova nell'anno 1603, ebbe sepoltura proprio sotto questo altare.
Benché molte opere d'arte che arricchirono la chiesa nei secoli passati furono disperse, rimangono a rivestirla del suo splendore i quadri e gli affreschi, con opere, tra gli altri, di Giacomo Boni e dei Carlone. Importanti modifiche furono apportate alla chiesa dai Confratelli del Terz'Ordine Francescano quando, nel 1804, trasferirono la propria sede dall'oratorio di Castelletto a S. Nicolosio, dovendola necessariamente adattare alle proprie esigenze. 
Con essi arrivarono a S. Nicolosio alcune delle opere d'arte che erano custodite nell'oratorio di Castelletto: l'ancona dell'altar maggiore, numerose tele, uno splendido Crocifisso e cinque pregevoli statue rappresentanti: S. Francesco, S. Antonio da Padova, S. Lodovico, S. Elisabetta e l'Immacolata.
Sulla parete esterna della chiesa, prospiciente l'antico chiostro che oggi non esiste più, è visibile un affresco del XVI secolo raffigurante la SS. Vergine con il Bambino tra S. Antonio da Padova e S. Gerolamo.

### Abbazia di San Bernardino

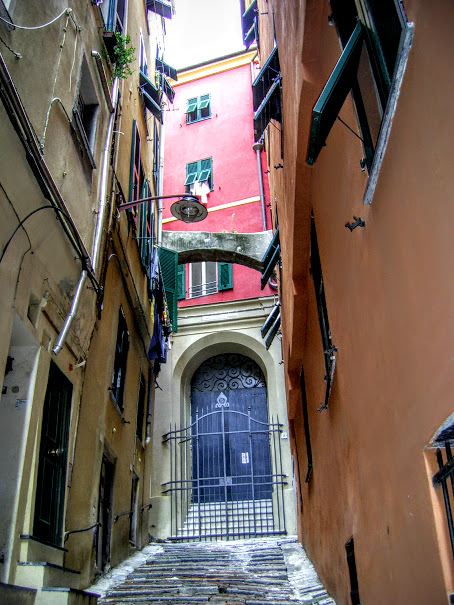
Salita San Bernardino e il cancello dell'Abbazia

Nel XV secolo la chiesa di San Bernardino, della cui fondazione non si hanno esatte notizie, appartiene alle Clarisse, per le quali era stata costruita con il permesso dell'Abate di San Siro, insieme al monastero che comprendeva un chiostro, un giardino e due ville. 
Nel 1581, queste Clarisse si trasferiscono nel monastero di S. Leonardo in Carignano, e cedono la proprietà della chiesa per 7000 lire in moneta di Genova a Bartolomeo Lomellini, il quale ottiene nel 1584 da papa Gregorio XIII il Giuspatronato sull'abbazia per sé e i suoi eredi, con licenza di restaurare la chiesa e di nominare l'Abate. 
Nel 1876, finiscono le funzioni di chiesa gentilizia e il titolo di abate passa al priore della chiesa del Carmine, mentre l'Abbazia viene annessa alla scuola dei Fratelli Cristiani. Nel 1942 il complesso subisce pesanti danneggiamenti durante un bombardamento aereo e le numerose opere d'arte in esso contenute sono distrutte o disperse.

### Mercato Rionale

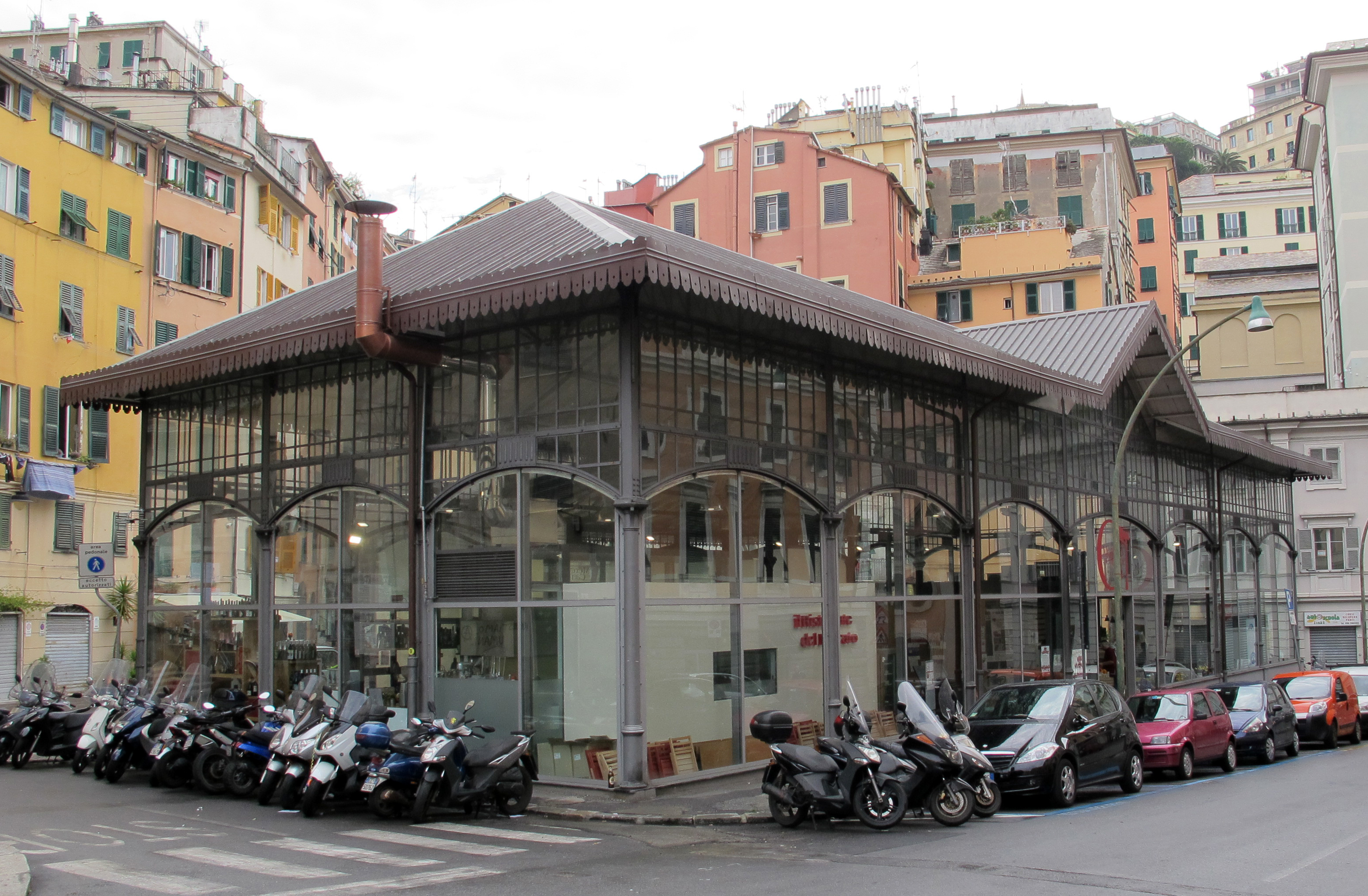
Veduta della struttura che ospita il mercato

Originariamente, il mercato rionale si svolgeva in piazza Bandiera, situata a pochi passi dal borgo. Con la forte espansione urbanistica dell'Ottocento, la piazza all'incrocio tra la salite del borgo del Carmine fu allargata, ma fu solo nel 1921 che venne costruita la struttura in stile Liberty, permettendo così il trasferimento del mercato nell'attuale posizione.
All'inizio del XXI secolo il mercato rionale versava in cattive condizioni ed era mal conservata finché nel 2010 non venne indetto un bando di gara per la riqualificazione del mercato e della piazza. I lavori di riqualificazione sono durati tre anni per un costo di oltre € 430 000.

### Piazza Bandiera e il barchile

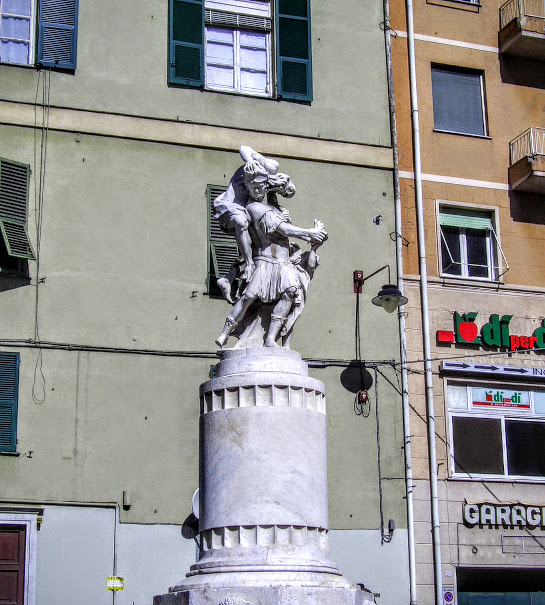
Particolare della fontana

Sopra piazza della Nunziata, percorrendo via Polleri, ci si imbatte nella piazza Bandiera, dove una volta esisteva un vicolo omonimo denominato così per indicare un qualche negozio di bandiere nelle vicinanze. Nel 1869, con lo spianamento dell'area, il vicolo fu soppresso e la piazza fu intitolata ai fratelli Bandiera.
La fontana di marmo al centro della piazza, o barchile, raffigura Enea in fuga da Troia portando sulle spalle il vecchio padre Anchise e tenendo per mano il figlio Ascanio. La fontana, prima di trovare sede definitiva nella piazza nel 1873, subì vari trasferimenti: da Piazza Soziglia a Piazza Lavagna, e da questa in Piazza Fossatello.

## Geografia antropica

### Urbanistica
Il quartiere si trova alle spalle di piazza della Nunziata e si sviluppa sulle prime pendici della collina di Castelletto compresa tra il rio Carbonara e il rio Vallechiara.
Il suo territorio confina a sud con via Paolo Emilio Bensa, a est con Largo della Zecca, a nord con corso Carbonara e corso Dogali e a ovest con via Dino Bellucci e piazza della Nunziata.